# Anopsicus panama
Anopsicus panama là một loài nhện trong họ Pholcidae. Loài này được phát hiện ở Panama.